# Camus, Sartre : une amitié déchirée
 (mai 2021).
Camus, Sartre : une amitié déchirée est un documentaire français réalisé par Joël Calmettes, sorti en 2014. 
Produit par Chiloé Productions avec la participation de France Televisions, ce documentaire (52 minutes) a été diffusé pour la première fois sur France 5 le 22 mai 2014.

## Synopsis
Construit autour de nombreuses archives souvent inédites, de caricatures originales de Rita Mercedes (spécialiste de caricatures d’écrivain), de lectures de textes de Camus et Sartre, le film s’écarte des chemins balisés du documentaire-fiction habituel et prend une forme originale qui renouvelle le genre, ce qui n’a pas manqué d’être souligné par la presse  : les personnages de Camus et de Sartre sont évoqués par des ombres qui évoluent dans des décors d’époque...
Le thème central du film, toujours d’actualité comme l’a souligné Annick Cojean en présentant le film  : la légitimation de la violence. C’est sur cette question, à travers les prises de position divergentes qu’ils prirent sur la légitimation des goulags, que leur amitié vint se briser. La diffusion du film a été l’occasion, pour la première fois et avec ampleur, dans le journal L’Humanité de se rapprocher de Camus jusque-là réduit au rang d’anticommuniste.

## Fiche technique
- Réalisation : Joël Calmettes
- Photographie : Olivier Raffet, Jean-Jacques Mrejen[2]
- Montage : Mathilde Morières
- Voix Commentaire: Elsa Lepoivre
- Voix Albert Camus: Christian Gonon
- Voix Jean-Paul Sartre : Marc Fayet
- Graphiste : Jérôme Letué
- Dessinatrice : Rita Mercèdes

## Contexte:Les relations Camus-Sartre
Sartre et Camus furent amis entre 1943 et 1951. En 1952, au cœur de la guerre froide, ils se déchirent publiquement avec violence, panache et mauvaise foi… Officiellement à cause des goulags en U.R.S.S… En fait pour de multiples raisons : politiques, littéraires, philosophiques et personnelles.  S’y mêlent des convictions profondes, de la jalousie, de la rancœur, des ambitions contrecarrées et une forme de dépit amoureux... Au-delà de leurs biographies, il faut constater que la fonction et la signification de l'art et de la liberté révèlent de nombreux accords dans leurs œuvres.
- 1938 : Camus découvre La Nausée de Sartre et en fait la critique
- 1938 : Sartre consacre un long article à L'Étranger de Camus dans Les Cahiers du Sud
- 1943 : Première rencontre physique entre Camus et Sartre à la première des Mouches au Théâtre de la Ville à Paris
- 1944 : Photo de Brassai où Camus et Sartre sont réunis autour de Picasso, Leiris, Reverdy, etc.
- 1944 : Camus commande des articles à Sartre pour le journal Combat
- 1945 : Sartre propose à Camus de faire partie du comité éditorial des Temps Modernes mais Camus décline
- 1947 : Divergences politiques apparaissent sur la question des goulags soviétiques
- 1952 : La rupture entre Sartre et Camus va révéler les fractures que traverse la société française de l’après-guerre
- 1952 : Critique virulente de « L'Homme révolté » par Jeanson dans Les Temps Modernes
- 1952 : Réponse de vingt pages de Camus qui s'adresse au directeur des Temps Modernes (qui est Sartre)
- 1952 : La rupture est définitive, ils ne se reverront plus jamais
- 1954 : Simone de Beauvoir écrit Les Mandarins. Le personnage de Henri, central dans le roman, est largement inspiré d'Albert Camus.
- 1956 : Dans La Chute, Camus fait  discrètement un portrait peu flatteur de Sartre. Le lecteur ne peut s’en rendre compte. Seul Sartre  a pu s’y reconnaître. Il ne réagit pas.
- 1960 : Hommage de Jean-Paul Sartre à la mort d'Albert Camus

## Dans le film
- des textes lus, écrits par Jean-Paul Sartre et Albert Camus .
- des archives historiques images de Saint-Germain-des-Prés, de la Guerre froide, des conflits sociaux en France, de la vie politique…
- des caricatures animées.
- Sartre et Camus incarnés par des ombres.
- des entretiens avec :

1. Raphaël Enthoven, philosophe
2. Annie Cohen-Solal, biographe de Jean-Paul Sartre
3. Michel Contat, collaborateur de Jean-Paul Sartre
4. Ronald Aronson  Historien des idées Wayne State University Detroit, États-Unis
5. François Noudelmann, philosophe
6. Gilles Philippe, professeur de stylistique, Université de Lausanne
7. Françoise Seligmann, membre du réseau Combat
8. Yves-Marc Ajchenbaum, historien du journal Combat
9. Roger Grenier, journaliste au journal Combat et aux Temps Modernes

- enregistrements inédits de Jean-Paul Sartre parlant d’Albert Camus.

## DVD
Camus, Sartre une amitié déchirée Éditeur Chiloé Productions, mai 2014
- Version du film (52 minutes)
- Bonus : six interviews (90 minutes)